# دوچرخه‌سواری و فمینیسم

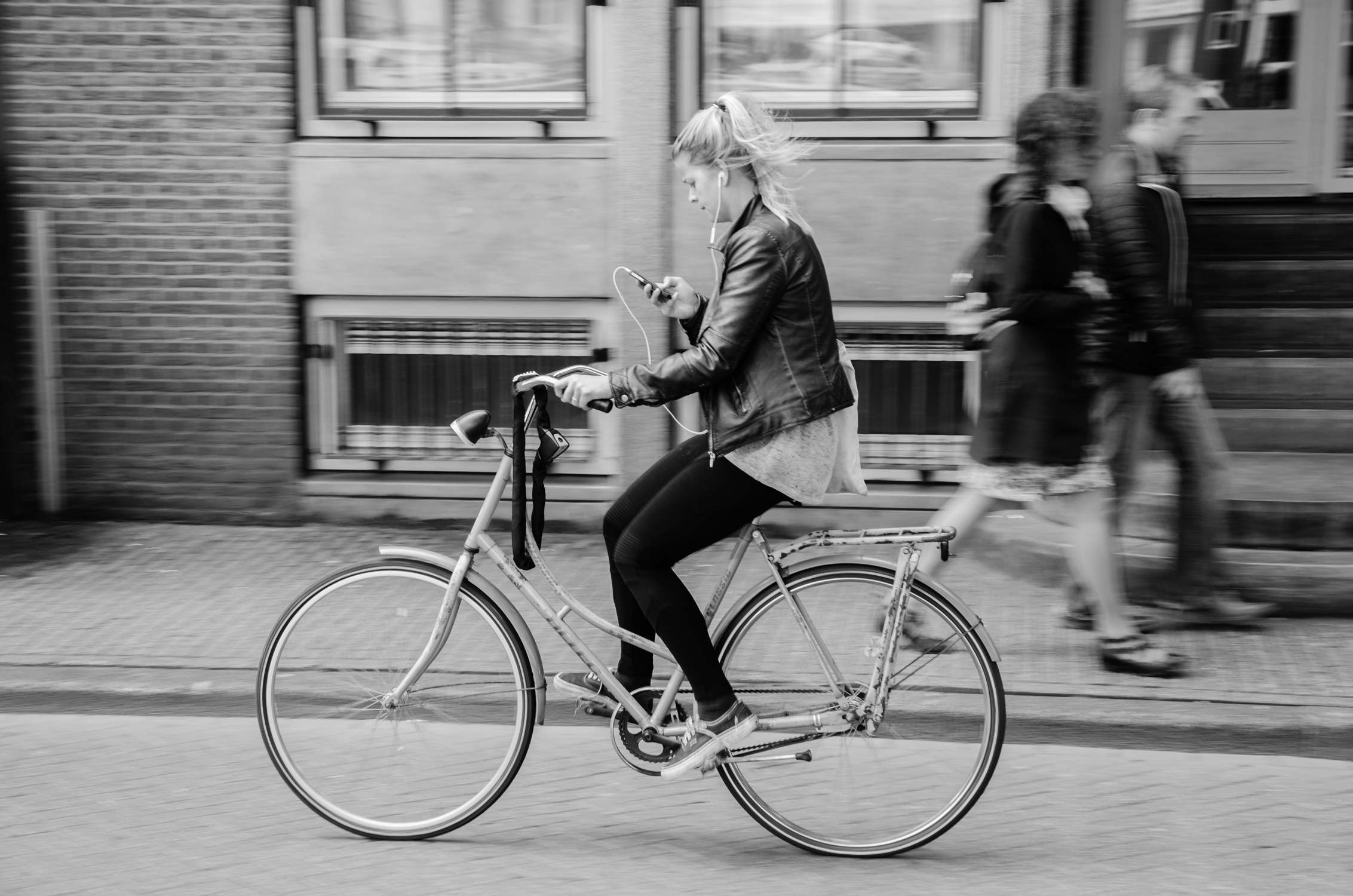
یک زن سوار بر دوچرخه در هلند، ۲۰۱۴

دوچرخه در اکثر مباحث تأثیر بسزایی در زندگی زنان داشت. بیشترین تأثیر دوچرخه در نقش زنان در دهه ۱۸۹۰ در طی دوچرخه سواری رخ داد که جامعه آمریکا و اروپا را فرا گرفت. در این مدت، دستاورد اصلی دوچرخه برای جنبش زنان این است که به زنان تحرک اجتماعی بیشتری می‌بخشد. آنی لوندوندری فمینیست سفر خود را با دوچرخه در سراسر جهان به عنوان اولین زن در این زمان انجام داد. با توجه به هزینه و برنامه‌های مختلف پرداختی که توسط شرکت‌های دوچرخه سازی آمریکایی ارائه شده بود، دوچرخه برای همه افراد جامعه مقرون به صرفه بود. با این حال، دوچرخه بیشتر از زنان سفیدپوست طبقه بالا و متوسط تأثیر می‌گذارد. این امر نقش آنها را در جامعه از ماندن در حوزه خصوصی یا خانگی به عنوان مراقبان، همسران و مادران به حضور عمومی بیشتر و درگیر شدن در جامعه تبدیل کرد.
دوچرخه در فضا مجموعه ای از کتابهای علمی-تخیلی است که مضمون آن دوچرخه سواری و فمینیسم است.

## پیش زمینه
قبل از دهه ۱۸۹۰، دوچرخه وسیله نقلیه کاملاً متفاوتی بود و به هیچ وجه محبوب نبود. بین سالهای ۱۸۶۰ و اواسط دهه ۱۸۸۰، دوچرخه استاندارد چرخدار معمولی یا بلند بود که تسلط آن هم سخت بود و هم استفاده از آن خطرناک بود. در حالی که این چیزهای عادی به‌طور انحصاری توسط آقایان مورد استفاده قرار می‌گرفت، زنان مجاز به استفاده از دوچرخه‌هایی مانند دو نفره اجتماعی، پشت سر هم و سه چرخه بودند. از اواخر دهه ۱۸۶۰ سوارکاری همگانی به یک فعالیت اجتماعی محبوب برای مردان و زنان تبدیل شد. این وسایل نقلیه به مردان و زنان امکان می‌داد تا روش‌های جدیدی از جامعه پذیری را ایجاد کنند. با این حال، تا اواسط دهه ۱۸۸۰، زنان برای شرکت در دوچرخه سواری بیشتر به مردان وابسته بودند. حضور یک مرد در کنترل افراد اجتماعی فرض می‌کرد که مرد می‌تواند زن را از خطرات سوار شدن به دوچرخه به تنهایی در امان نگه دارد و بدین ترتیب اختیارات مرد را بر عهده می‌گیرد؛ بنابراین در حالی که سوارکاری همگانی انقلابی در توسعه جامعه پذیری بین زن و مرد بود، با این فرض که مرد در آن شرایط قدرت دوچرخه را دارد، زنان را در موقعیت پایین‌تری نسبت به مردان نگه می‌دارد.در سال ۱۸۹۵، الیزابت کدی استنتون یکی دیگر از رهبران جنبش فمینیسم در موج اول ادعا کرد «دوچرخه‌سواری موجب الهام بخشی زنان برای شجاعت بیشتر، احترام و اتکا به خود خواهد شد.» او سپس پیش‌بینی کرد دوچرخه زندگی زنان را تغییر خواهد داد، آنان به استقلال خواهند رسید و این اختراع به رشد جنبه‌های دیگر شخصیتشان کمک خواهد کرد. آن‌ها از این طریق توانایی اتکا به خود را برای اولین بار در زندگی‌شان به دست خواهند آورد.

## لباس پوشیدن

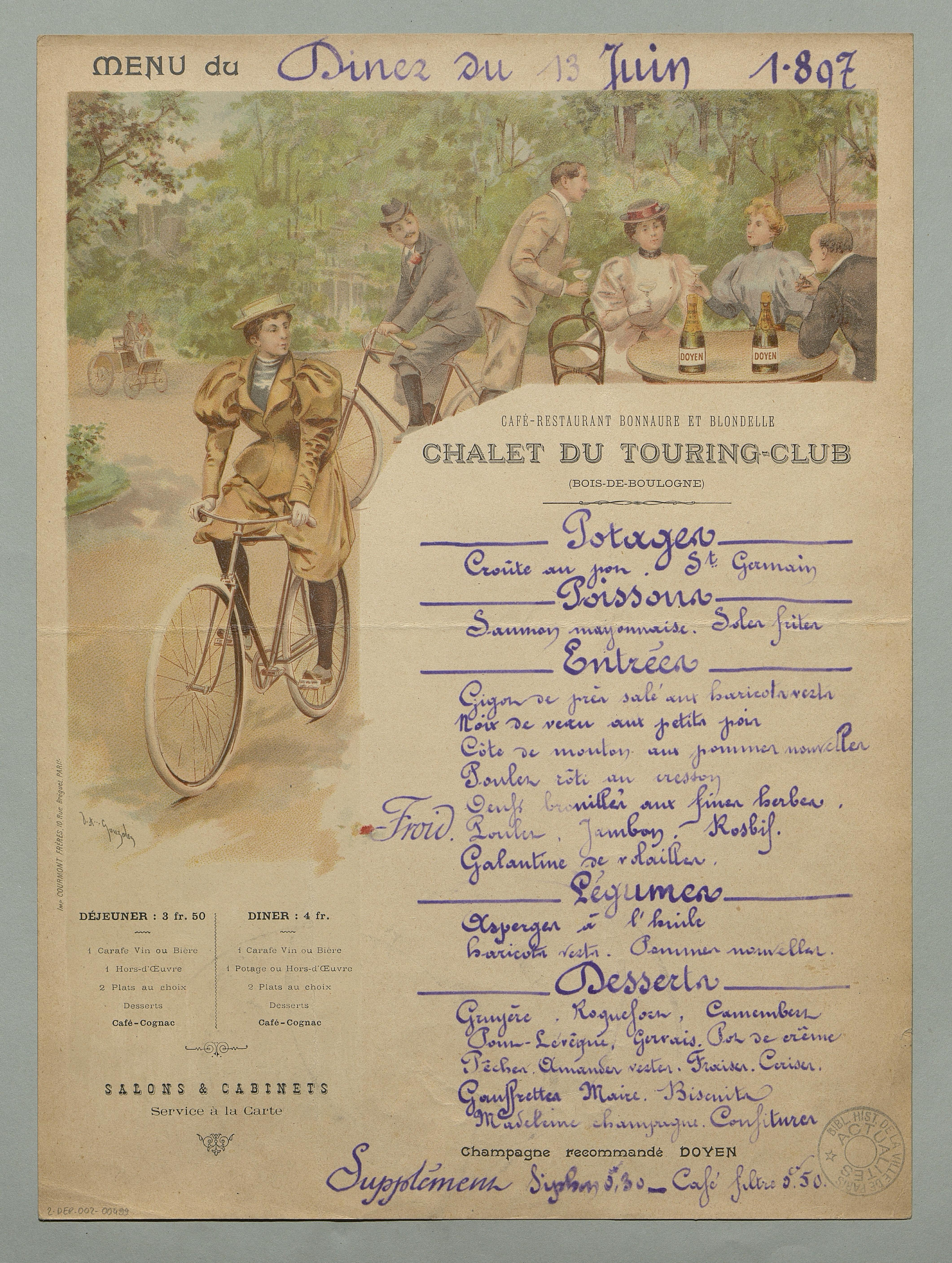
تصویری از اسناد تجاری برای رستوران ها در پاریس و منطقه ایل دو فرانس

بین سالهای ۱۸۸۵ و ۱۸۹۵، مخترعین و مهندسان نسل قبلی دوچرخه را بسیار بهبود بخشیدند و آن را دوچرخه ایمنی می‌نامیدند. با این پیشرفت‌ها، نوعی دوچرخه ایمنی مخصوصاً برای زنان با چارچوب قطره ای طراحی شده تا بتواند لباس‌های زنانه را در خود جای دهد. با این حال، دامن‌های بلند و بدنهای تنگ این دوره زمانی، دوچرخه سواری را به یک چالش بزرگتر تبدیل کرده‌است؛ بنابراین، چندین لباس اصلاح شده به زنانی که دوچرخه را در خود جای می‌دهند، ارائه شد. برخی از اصلاحات شامل دامن‌های تقسیم شده، دامن‌هایی که با بند کوتاه می‌شوند، دامن‌هایی که به گل تبدیل می‌شوند، وسایل محکم کننده دامن که پارچه را نزدیک مچ پا نگه می‌دارد و یک کرست دوچرخه شامل یک زیرانداز محکم و مستقیم با پشتی اضافی و یک پایه متناسب تر از میان تمام لباس‌های دوچرخه، لباس شکوفه دارترین لباس شناخته شده از این دوره زمانی بوده و هست. این شامل شلوارهای کاملی بود که در مچ پا جمع شده بودند و دامن آن را به اندازه یک گوساله با یک ژاکت مد روز پوشیده بودند.